# میندی استرلینگ
میندی لی استرلینگ (انگلیسی: Mindy Lee Sterling؛ زادهٔ ۱۱ ژوئیهٔ ۱۹۵۳) یک هنرپیشه اهل ایالات متحده آمریکا است.

## فیلم‌شناسی
- خانه (۱۹۸۶)
- آستین پاورز: مرد بین‌المللی رمز و راز (۱۹۹۷)
- آستین پاورز: جاسوسی که مرا تکان داد (۱۹۹۹)
- دست‌های بیکار (۱۹۹۹)
- آخر خوشگل‌ها (۱۹۹۹)
- چگونه گرینچ کریسمس را دزدید (۲۰۰۰)
- آستین پاورز: در عضو طلایی (۲۰۰۲)